# O Mundo

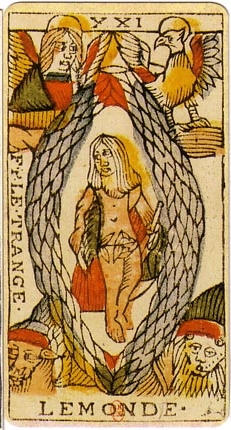
O Mundo no Tarô de Marselha

O Mundo (XXI)  é um arcano maior do tarô, que representa a conclusão do caminho iniciado pelo O Louco. 

## Simbologia
O Mundo é representado por uma mulher seminua em pé ou um hermafrodita no centro de uma mandala (guirlanda de flores), com um bastão em sua mão e quatro seres (leão, touro, águia e anjo) representando os quatro signos fixos do zodíaco (aquário, escorpião, touro, leão).
Retrata a conclusão, integração, expansão, contentamento, felicidade, harmonia.
O mundo representa o término de um ciclo de vida, uma pausa na vida antes do próximo grande ciclo começar com o louco. A figura é às vezes representada como sendo do  sexo masculino e feminino, acima e abaixo, suspensos entre o céu e a terra. É a completude. 
De acordo com Robert M. Place, em seu livro O Tarot, a simbólica da estrutura quádrupla na carta do mundo físico é usado para definir o centro sagrado do mundo. O mundo é, assim, este centro sagrado, o objetivo dos  místicos que procuram atingir a meta. A moça no centro é o seu símbolo. Em algumas cartas mais antigas, esta figura central é Cristo, em outros, é Hermes. 
Os quatro números nos cantos do cartão são igualmente referenciados em Apocalipse 4:7, "E a primeira besta era como um leão, e a segunda besta como um bezerro, e a terceira besta tinha um rosto como um homem , e a quarta besta era como uma águia voando." Juntamente com a figura central delimitada por uma coroa de flores, que compõem a cinco elementos. 
Segundo a tradição astrológica (por exemplo, ver Nicholas DeVore, Encyclopedia of Astrology, p. 355), o Leão é Leo, um sinal do elemento fogo, o Touro ou bezerro é Taurus, um sinal da terra, o homem é Aquarius, um sinal do ar; o da Águia é Escorpião, um símbolo da água. De acordo com o Local, Sophia (a mulher dançando no centro) é espírito ou o centro sagrado , Self.....

## Mensagem
Provavelmente uma das cartas mais positivas do Tarô, o Mundo representa completude, perfeição, elevação, abertura, desprendimento , suavidade e felicidade. Representa o fim de um ciclo e preparação para um novo começo, é o desfecho da viagem arquetípica iniciada pelo arcano sem número, o Louco.